# Uitbarstingskolom
Een uitbarstingskolom, eruptiekolom of eruptiezuil bestaat uit hete vulkanische as die tijdens een explosieve vulkanische uitbarsting wordt uitgestoten. Dit is typisch voor een Pliniaanse uitbarsting.

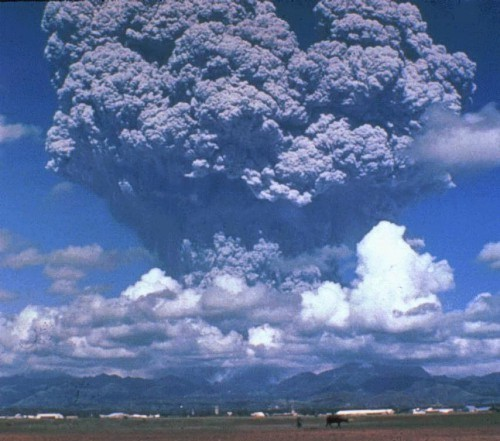
Uitbarstingskolom boven de Mount Pinatubo in de Filipijnen in 1991

De as vormt een kolom die vele kilometers opstijgt boven de piek van de vulkaan. In de explosiefste uitbarstingen, kan de uitbarstingskolom opstijgen tot een hoogte van meer dan 40 km. Deze stratosferische injectie van aerosols door vulkanen is een belangrijke oorzaak van klimaatverandering op korte termijn.
Het gebeurt dikwijls dat deze explosieve uitbarsting ineenzakt onder zijn eigen gewicht. De kolom wordt niet hoog genoeg opgeduwd door de luchtstroming en valt neer langs de flanken van de vulkaan. Hierbij ontstaat de gevreesde pyroclastische stroom, een van de dodelijkste natuurrampen.

## Vorming
Een uitbarstingskolom wordt gevormd bij een explosieve vulkanische activiteit. Wanneer opstijgend magma een hoge concentratie aan vluchtige stoffen bevat, wordt dit omgezet in fijne vulkanische as en tefra. Wanneer de schoorsteen van de vulkaan afgesloten wordt door stollingsgesteente, dan wordt er een gigantische druk opgebouwd onder deze stop. Wordt na jarenlange rust de weerstandsgrens overschreden, dan worden deze as as en tefra explosief uitgestoten met een supersonische knal van verschillende honderden meters per seconde tot een hoogte die vlug verschillende kilometers kan bereiken, meegezogen door enorme convectiestromen. Vele duizenden ton gloeiend gesteente en as worden de hoogte ingeslingerd tot in de stratosfeer.
Een uitbarstingskolom kan een voorbijgaand fenomeen zijn indien slechts een enkele explosie eraan voorafging. Het kan ook van langere duur zijn als het ondersteund wordt door continue erupties of door kort opeenvolgende erupties.

## Structuur
De vaste of vloeibare stoffen in een uitbarstingskolom worden opgestuwd door ontwikkelingen die afhangen van de hoogte.
- Onderaan de rookpluim wordt het materiaal de lucht ingeslingerd door de druk van het expanderend gas, in hoofdzaak stoom. Het gas zet uit omdat de druk van het gesteente erboven snel afneemt naarmate het oppervlak nadert.Dit stuwgebied van het gas reikt over het algemeen een tot twee kilometers boven de krater.
- Het grootste gedeelte van de uitbarstingskolom wordt echter omhoog gestuwd door convectie veroorzaakt door de turbulenties in het stuwgebied van het gas. De lucht uit de omgeving wordt erin gemengd en opgewarmd. Hierdoor zet de lucht uit, vermindert zijn dichtheid en stijgt op. Deze opstuwing brengt de vaste en vloeibare stoffen uit de eruptie tot grote hoogte.
- Naarmate de rookpluim opstijgt naar ijlere luchtlagen, wordt er uiteindelijk een hoogte bereikt waarbij de warme, stijgende lucht dezelfde dichtheid bereikt als de omgevende koelere luchtlagen. In dit gebied met neutrale opwaartse druk kan de vulkanische as niet langer stijgen via convectie. Het stijgvermogen komt dan uitsluitend van het eigen opwaartse impuls (product van massa en snelheid). In dit gebied begint de kolom zich zijwaarts te verspreiden in de vorm van een typische parasolden. Onderaan in dit gebied hebben het eruptieve materiaal en de omgevende koelere lucht dezelfde dichtheid. De top van dit gebied wordt bekomen wanneer de eruptieve gesteenten door hun impuls de maximum hoogte hebben bereikt. Doordat de snelheid van de as in dit gebied zeer laag is of zelfs te verwaarlozen, wordt dit gebied vervormd door de stratosferische winden.

## Hoogte
De maximumhoogte van een uitbarstingskolom wordt bepaald door verschillende factoren.

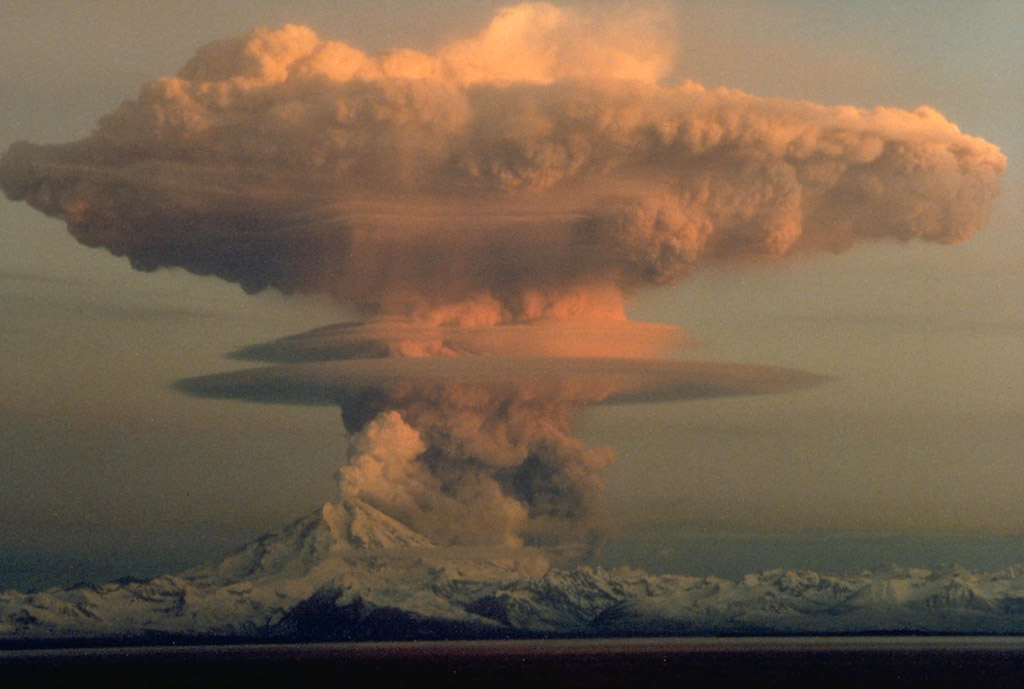
Uitbarstingskolom boven Mount Redoubt vulkaan in Alaska

- Intrinsieke factoren : de diameter van de eruptiekrater, het gasgehalte van het magma en de snelheid waarmee de gesteenten uitgestoten worden.
- Uitwendige factoren kunnen ook een rol spelen, zoals de plaatselijke temperatuursverandering of wanneer de wind de hoogte van de kolom beperkt. De temperatuur in de troposfeer neemt normaal af met 10K/km. Maar kleine wijzigingen in dit verloop kunnen een groot effect hebben op de uiteindelijke hoogte van de kolom. Deze kan theoretisch 55 km bereiken, maar in de praktijk blijft de hoogte beperkt tussen 2 tot 45 km.

Een uitbarstingskolom die hoger reikt dan 10 tot 15 km, stoot zijn as en aerosols uit in de stratosfeer. De aspluim en de aerosols in de troposfeer worden relatief snel verwijderd door regen en andere neerslag. Maar het materiaal in de stratosfeer wordt veel trager verspreid door het ontbreken van een weersysteem. Grote hoeveelheden van deze fijne as in de stratosfeer kan een wereldomvattend effect hebben. Na de eruptie van de Mount Pinatubo in 1991 daalde over de hele wereld de temperatuur met ongeveer 0,5 C. Men neemt aan dat de allergrootste uitbarstingen de temperatuur met verschillende graden kunnen doen zakken en dus mogelijk de oorzaak zijn van het massaal uitsterven van levensvormen in de loop van de geschiedenis.
De hoogte van een uitbarstingskolom is een nuttige methode om de intensiteit van een uitbarsting te meten bij een gegeven atmosferische temperatuur. Deze hoogte is proportioneel tot de vierde macht van de hoeveelheid gesteente dat uitbarst per seconde. Dus, om de hoogte te verdubbelen, moet er zestienmaal meer gesteente uitgestoten worden per seconde. Kon men de kolomhoogte niet rechtstreeks meten, dan kan men deze toch nog schatten aan de hand van de maximum afstand bereikt door pyroclastisch gesteente van verschillende grootte. Hoe hoger de kolom, hoe groter de bereikte afstand in functie van de massa (en dus de grootte) van het gesteente..

## Gevaren

### Ineenzakking
Het gewicht van een uitbarstingskolom kan zo groot worden, dat het niet langer kan ondersteund worden door convectiestromen. Daardoor kan deze kolom plots ineenzakken, bijvoorbeeld wanneer de hoeveelheid uitgestoten magma toeneemt totdat er onvoldoende lucht is om het nog te ondersteunen, of wanneer de dichtheid van het magma toeneemt als dichter magma opwelt uit de onderste lagen van de magmakamer.
Een dergelijke instorting van de kolom veroorzaakt een pyroclastische stroom, een kokendhete gloedwolk (tot 900 °C) die van de vulkanische flank neerstroomt met een snelheid van 100 km/uur of meer. Een dergelijke ineenstorting behoort tot de grootste gevaren van het uitbarstingstype dat men noemt Pliniaanse uitbarsting (naar de uitbarsting van de Vesuvius in 79 , beschreven door Plinius de Jongere). Deze gloedwolk vol puin wordt voorafgegaan door een verzengende supersonische wind met een temperatuur die 500 °C benadert. Deze pyroclastische stroom kan vele kilometers afleggen in zeer korte tijd, waarbij alles vernield wordt. Slechts weinigen die een dergelijke gloedwolk aanschouwd hebben, kunnen het nog navertellen.
De stroom gloeiende as en puin, vermengd met het kokende grondwater, doet een microklimaat ontstaan met hevige stortbuien en onweer. Dit doet de asdeeltjes in de lucht neerslaan met als gevolg krachtige, allesvernielende modderstromen, de zogenaamde lahars.

### Luchtverkeer
Al meerdere malen zijn vliegtuigen in moeilijkheden gekomen door een uitbarstingskolom. Deze is namelijk niet zichtbaar op de weerradar van het vliegtuig of wordt niet opgemerkt bij nacht of bij zware bewolking.
Twee vliegtuigen vlogen in 1982 door de aswolk van Mount Galunggung en beide raakten zwaar beschadigd. Doordat vulkanische as in de motoren werd gezogen, vielen deze stil. Het ingezogen as smolt in de verbrandingskamer van de gasturbines en vormde een glaslaag in het gedeelte verderop, zoals de turbinerotoren. De ramen van de cockpit werden ondoorzichtig door zandstralen. De brandstof werd vervuild door inname van as via de drukleidingen. Bij het ene vliegtuig vielen de vier motoren uit (British Airways Flight 9), in het ander vliegtuig drie van de vier motoren. In beide gevallen konden de motoren herstart worden via een duikvlucht. Beide vliegtuigen maakten een geslaagde noodlanding in Jakarta.
Een vliegtuig dat in 1989 door de uitbarstingskolom van de Redoubt vulkaan in Alaska vloog, had gelijkaardige problemen. Toen de Mount Pinatubo uitbarstte in 1991, werden de vliegtuigen in de omgeving afgeleid. Maar de vulkanische as die zich reeds verspreid had over een groot oppervlak veroorzaakte schade aan zestien vliegtuigen, waarvan sommigen zich bevonden op 1000 km van de vulkaan.
Om het luchtverkeer te behoeden voor dergelijke risico's bestaat er nu een netwerk van negen centra verspreid over de wereld, die continu uitbarstingskolommen gadeslaan aan de hand van satellieten, observaties ter plaatse, berichten van piloten en meteorologische modellen.